# الاتحاد العالمي للكشاف المسلم
الاتحاد العالمي للكشاف المسلم (بالإنجليزية: International Union of Muslim Scouts)‏ واختصارها (IUMS) منظمة كشفية إسلامية عالمية مستقلة تضم في عضويتها هيئات وجمعيات كشفية تمثل الكشافة المسلمين في أنحاء العالم، كما أنها تضم فرق كشفية رسمية إسلامية في الدول الغير مسلمة في: الأمريكتين، أوروبا، أستراليا، أفريقيا وآسيا. وتشرف على عشرة ملايين كشاف مسلم في العالم.تأسست المنظمة عام 1987 و مقرها مدينة جدة ويرأس الاتحاد الأستاذ الدكتور عبد الله بن عمر نصيف، والأمين العام للاتحاد الدكتور هو الدكتور زهير حسين غنيم.

## الصفة الرسمية للإتحاد
1. عضو في المنظمة الكشفية العالمية: (عضو من أعضاء الأمم المتحدة) بموجب اعترافها بالاتحاد في المؤتمر الكشفي العالمي الــ 33 الذي عقد بتايلاند عام 1993م.
2. عضو في منظمة المؤتمر الإسلامي بموجب اعتراف المؤتمرين من أصحاب الجلالة والفخامة والسيادة والسمو ملوك ورؤساء وأمراء الدول الإسلامية في مؤتمرهم الإسلامي السابع بالدار البيضاء بالمملكة المغربية في ديسمبر 1994م.
3. اعتراف المملكة العربية السعودية بالاتحاد واستضافته بموجب الموافقة الكريمة رقم: 9/ب/14886 بتاريخ 17/9/1420هـ.
4. عضو المجلس الإسلامي العالمي للدعوة والإغاثة بموجب مؤتمره المنعقد بالقاهرة عام 1416هـ.
5. عضو بالندوة العالمية للشباب الإسلامي.

## تأسيس الاتحاد
- في سبتمبر 1987م استضافت القاهرة اللقاء الكشفي الإسلامي الرابع الذي عقد بمخيم جامعة الأزهر وفيه اقترح المكتب الكشفي العربي تأسيس الاتحاد العالمي للكشاف المسلم.
- في أغسطس 1989 عقد المؤتمر الكشفي الإسلامي الثالث والملتقى الكشفي الإسلامي الخامس في عمان وفيه تم الإعلان عن تأسيس الاتحاد العالمي للكشاف المسلم، ثم تم اعتماد لائحة الاتحاد التأسيسية في المؤتمر الكشفي الإسلامي الرابع الذي عقد في باكستان في أغسطس 1992م، وفي نفس العام تم الاعتراف بالاتحاد من قبل المنظمة الكشفية العالمية، وصدر قرار الاعتراف في المؤتمر الكشفي العالمي الــ33 بتايلاند 1993م.

## تاريخ الاتحاد
تمشياً مع متطلبات الحركة الكشفية في العالم الإسلامي والحاجة إلى وجود مظلة كشفية لخدمة الكشاف المسلم في كافة أنحاء العالم، واستجابة لتوصيات مؤتمر أصحاب الجلالة والفخامة والسيادة ملوك ورؤساء وأمراء الدول الإسلامية بضرورة عقد لقاءات ومؤتمرات للشباب المسلم من جميع أنحاء العالم.
انطلقت فكرة إنشاء الاتحاد من مؤتمر القمة الإسلامي الثالث عندما أوصى ملوك ورؤساء وأمراء الدول الإسلامية الذي عقد بالطائف في المملكة العربية السعودية عام 1981م بضرورة الاهتمام بالحركة الشبابية والكشفية، واستجابة لتلك التوصية وبدعوة من جمعية الكشافة القطرية عقد المؤتمر الكشفي الإسلامي الأول والملتقى الكشفي الإسلامي الأول بقطر في يناير 1982م، وذلك على هامش المخيم الكشفي العربي الرابع عشر.
- على هامش المخيم الكشفى العربي الخامس عشر بليبيا عقد المؤتمر الكشفى الإسلامى الثاني والملتقى الكشفى الإسلامى الثاني في سبتمبر1983م.
- على هامش المخيم الكشفي العربي السادس عشر بالجزائر عقد الملتقى الكشفي الإسلامي الثالث في أغسطس 1984م وفي نفس العام قررت اللجنة الكشفية العربية بدورتها رقم (57) ضرورة فصل اللقاءات الكشفية الإسلامية عن المخيمات الكشفية العربية.
- في سبتمبر 1987م استضافت القاهرة اللقاء الكشفي الإسلامي الرابع الذي عقد بمخيم جامعة الأزهر وفيه اقترح المكتب الكشفي العربي تأسيس الاتحاد العالمي للكشاف المسلم.
- في أغسطس 1989 عقد المؤتمر الكشفي الإسلامي الثالث والملتقى الكشفي الإسلامي الخامس في عمان وفيه تم الإعلان عن تأسيس الاتحاد العالمي للكشاف المسلم.
- بناء على دعوة من جمعية الكشافة الباكستانية أقيم بباكستان المؤتمر الكشفي الإسلامي الرابع والملتقى الكشفي الإسلامي السادس في أغسطس 1992م وفيه تمت الموافقة على لائحة وشعار وتكوين الاتحاد.

بعد ذلك أخذ الاتحاد صفته الرسمية وتم الاعتراف به من قبل اللجنة الكشفية العالمية في المؤتمر الكشفي العالمي الـ33 الذي عقد في بانكوك، تايلاند 1993 ثم في مؤتمر القمة الإسلامي السابع بالدار البيضاء، المملكة المغربية ديسمبر 1994م تم الاعتراف به من قبل جميع المؤتمرين من أصحاب الجلالة والفخامة والسيادة والسمو ملوك ورؤساء وأمراء الدول الإسلامية.
أن هذا الاتحاد قد أنشئ لترجمة أهدافه السامية على أسس من المحبة والإخاء والسلام بين الشعوب الإسلامية ويحمل في طياته ما يدعو إليه الدين الإسلامي الحنيف من أخلاق حميدة وفضائل في إطار الحركة الكشفية العالمية.

## أهداف الاتحاد
1. تنمية روح الأخوة والتعارف بين الشباب المسلم.
2. التعريف بالإسلام للقادة والكشافين من غير المسلمين.
3. تطوير المناهج التربوية الكشفية آلتي تسهم في البناء الروحي لشخصية الشباب المسلم.
4. نشر وتطوير الحركة الكشفية الإسلامية في العالم.
5. تعليم الكشافين المسلمين أمور دينهم الصحيحة.
6. تعريف الكشافين غير المسلمين بالإسلام.
7. تشجيع وتنسيق الأنشطة الاجتماعية والإنسانية.
8. الأعمال الإغاثية داخل الاتحاد أو بالتعاون مع المنظمات غير الكشفية المماثلة.

## رسالة الاتحاد
المساهمة في تعليم الشباب المسلم بطرق مثالية مبنية على ما يحتوي ديننا الإسلامي الحنيف والوعد والقانون في الحركة الكشفية من مثل ومبادئ عليا وذلك لمساعدة الفتية في بناء عالم أفضل، حيث البشرية تبحث عنه تلبيه حاجياتها الشخصية الضرورية، كما تساهم رسالة الاتحاد في لعب دور بناء في المجتمع وإيجاد الحلول المطورة المكتملة والمثالية التي تجعل من أفراد المجتمع مواطن مسئول يُعتمد عليه في هذا العالم.

## الرؤية المستقبلية للإتحاد
1. تقديم معايير دينية قيمة للحركة الكشفية عبر البرامج التالية: ! اختيار وتدريب قادة كشفيين تدريباً مبنياً على المفهوم الحقيقي للتعاليم الإسلامية الحنيفة وتلبية الحركة الكشفية لرغبات الشباب. ! دمج القيم والتعاليم الدينية مع المفهوم الكشفي في جميع الأنشطة والبرامج التي يمارسها الكشاف المسلم وتقوية اعتقادهم الصادق في الله والالتزام بالتعاليم الإسلامية. ! مساعدة الكشاف المسلم في جميع أرجاء المعمورة من أجل أداء الحج والعمرة.
2. أن يعم السلام جميع أرجاء المعمورة وأن تعمل الحركة الكشفية من أجل عالم أفضل تحت مظله عالم واحد ووعد واحد وقانون واحد.
3. إيجاد وتشجيع التعاون بين الكشاف المسلم والكشاف غير المسلم.
4. العمل من أجل إيجاد حركة مرشدات تعمل تحت مظلة الاتحاد العالمي للكشاف المسلم.
5. لعب دور بنّاء وإيجابي في المجتمع من أجل تحسين وتطوير مسئولية المواطن وتقديم أفضل الخدمات إلى العالم من أجل عالم أفضل.